# Marsha Thomason

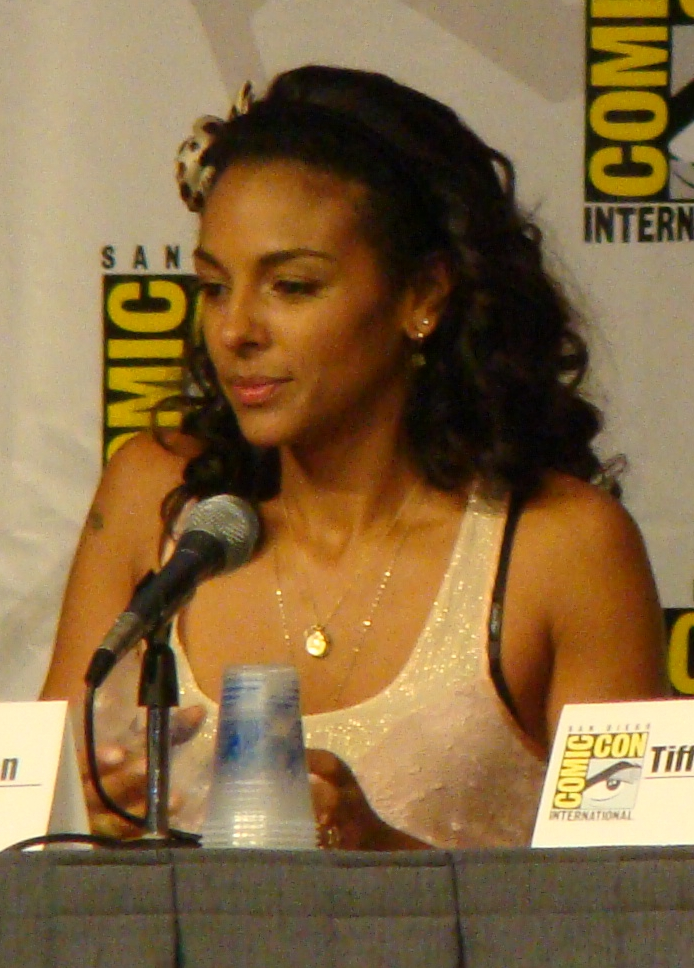
Marsha Thomason (2010)

Marsha Thomason (* 19. Januar 1976 in Moston, Manchester) ist eine englische Schauspielerin, die vor allem durch ihre Rolle der Nessa Holt in der US-Serie Las Vegas bekannt wurde.

## Biografie
Marsha Thomason wurde als Tochter eines englischen Vaters und einer jamaikanischen Mutter geboren und besuchte das Oldham Sixth Form College, wo sie Theaterwissenschaften und Darstellende Kunst studierte. Später machte sie noch den Bachelor of Arts an der Manchester Metropolitan University. Seit April 2009 ist sie mit Craig Sykes verheiratet.

## Karriere
Marsha Thomason hatte ihre ersten Rollen in den britischen Serien Playing the Field und Die Zeit der bunten Vögel. In den USA spielte sie in der Disneyproduktion Die Geistervilla Eddie Murphys Ehefrau Sara, in dem Film My Baby’s Daddy die Rolle der Brandy und in Ritter Jamal – Eine schwarze Komödie Victoria. Außerdem war sie in Ein Kind von Traurigkeit (Pure) als Vickie zu sehen. Am 21. Oktober 2004 war sie zu Gast bei Love Line the Radio Show. Zuletzt spielte sie in der britischen Serie Messiah V: The Rapture eine Rolle.
In den Jahren 2007 und 2008 hatte sie eine Gastrolle als Naomi Dorrit in Lost. Ihren ersten Auftritt hatte sie in Episode 18 der dritten Staffel und den folgenden Staffeln einige Gastauftritte.
Von 2009 bis 2014 trat sie in der Rolle der FBI-Agentin Diana Barrigan an der Seite von Tim DeKay und Matt Bomer in der Serie White Collar auf.

## Filmografie (Auswahl)
- 1998–1999: Where the Heart Is (Fernsehserie, 20 Folgen)
- 2001: Ritter Jamal – Eine schwarze Komödie (Black Knight)
- 2002: Long Time Dead
- 2002: Ein Kind von Traurigkeit (Pure)
- 2003: Die Geistervilla (The Haunted Mansion)
- 2003–2005: Las Vegas (Fernsehserie, 47 Folgen)
- 2007–2008: Lost (Fernsehserie, 11 Folgen)
- 2009: Into the Blue 2 – Das goldene Riff (Into the Blue 2: The Reef)
- 2009: General Hospital (Seifenoper, 4 Folgen)
- 2009–2010: Make It or Break It (Fernsehserie, 6 Folgen)
- 2009–2014: White Collar (Fernsehserie, 62 Folgen)
- 2011: 2 Broke Girls (Fernsehserie, 2 Folgen)
- 2013: Men at Work (Fernsehserie, Folge 2x10)
- 2015: Safe House (Fernsehserie, 4 Folgen)
- 2017: Bones – Die Knochenjägerin (Bones, Fernsehserie, Folge 12x05)
- 2017–2018: The Good Doctor (Fernsehserie, 3 Folgen)
- 2018: SEAL Team (Fernsehserie, 3 Folgen)
- 2017–2020: Navy CIS: L.A. (NCIS: Los Angeles, Fernsehserie, 8 Folgen)
- 2021: Magnum P.I. (Fernsehserie, 4 Folgen)
- 2022: The Bay (Fernsehserie, 12 Folgen)